# Чудинов, Сергей Сергеевич
Серге́й Серге́евич Чуди́нов (род. 8 июня 1983, Чусовой, Пермская область) — российский скелетонист, выступающий за сборную России с 2004 года. Бронзовый призёр чемпиона мира 2013 года, обладатель серебряной медали чемпионата Европы, четырежды чемпион национального первенства, неоднократный призёр этапов Кубка мира. Представляет спортивное общество ЦСКА, мастер спорта международного класса.

## Биография
Сергей Чудинов родился 8 июня 1983 года в городе Чусовой, Пермская область. Спортом увлёкся под влиянием отца-спортсмена, который в молодости играл в волейбол и футбол. Изначально планировал стать саночником и прошёл отбор в местную молодёжную команду, однако вскоре понял, что не сможет добиться в этой дисциплине сколько-нибудь существенных результатов, поэтому в 2003 году решил попробовать себя в скелетоне. Уже в возрасте семнадцати лет дебютировал на Кубке мира в составе главной национальной команды, выйдя на старт в норвежском Лиллехаммере. Через какое-то время его положение в сборной осложнилось конфликтом с Федерацией бобслея и скелетона России, Сергея не взяли на Олимпийские игры в Турин, дошло даже до того, что он стал задумываться о завершении карьеры профессионального спортсмена. Но вскоре руководство сменилось, и дела в команде пошли на лад.
На чемпионате мира 2006 года Чудинов неожиданно занял пятое место, в 2007 году показал лучший для себя результат на Кубке мира, приехав четвёртым на этапе в итальянской Чезане, ещё несколько раз попадал в десятку сильнейших. За период 2005—2008 четырежды был призёром национального первенства, причём трижды финишировал первым и только один раз вторым. По итогам Кубка мира 2008/09 попал на седьмую позицию общего зачёта — это значительный скачок вверх, учитывая 26-е место годом ранее.
Важнейшим периодом в карьере Чудинова стал сезон 2010/11, когда 17 декабря он сенсационно выиграл этап Кубка мира в американском Лейк-Плэсиде, а через месяц завоевал серебряную медаль на чемпионате Европы. Благодаря череде успешных выступлений спортсмен удостоился права защищать честь страны на Олимпийских играх в Ванкувере, однако после всех заездов оказался лишь на двенадцатом месте. Завершил сезон ещё тремя подиумами на кубковых состязаниях. В 2012 году в четвёртый раз одержал победу на чемпионате России, обогнав лидера сборной Александра Третьякова, а на мировом первенстве в Лейк-Плэсиде добрался до четвёртой позиции.
Перед началом сезона 2012/13 Чудинов крайне неудачно выступил на Кубке России, заняв только восьмое место, поэтому не попал в основной состав сборной и вынужден был выступать в заездах менее престижного Межконтинентального кубка. Тем не менее, ему выпал шанс поучаствовать во втором этапе Кубка мира, проходившем в американском Парк-Сити, вместо заявленного туда Александра Мутовина, которого не допустили к соревнованиям из-за отсутствия рейтинговых очков. Несмотря на последний стартовый номер и недостаточную подготовку к старту, сумел финишировать восьмым.

## Дисквалификация
27 ноября 2017 года решением Международного олимпийского комитета за нарушение антидопинговых правил аннулированы результаты, полученные на Олимпийских игр 2014 года в Сочи, спортсмен был пожизненно отстранён от участия в Олимпийских играх. 1 февраля 2018 года решением Спортивного арбитражного суда в Лозанне все обвинения в применении допинга и санкции за нарушение антидопинговых правил с него сняты, результаты на Олимпиаде в Сочи оставлены в силе.